# Разузнаване
Разузнаването е организираното събиране и анализ на информация за осигуряване на сигурност и за получаване на преимущество в областта на въоръжените сили, политиката и икономиката. Разузнаването може да използва както легални методи за събиране и анализиране на информация (например събиране и анализ на данни от публични източници, прослушване на чуждестранните радио-канали, наблюдаване с военен спътник), така и нелегални операции, попадащи под понятието „шпионаж“, тайно извличане на информация или дори „кражба на информация“.

## Видове разузнаване
Съществуват следните видове разузнаване:
- държавно разузнаване;
- икономическо разузнаване;
- военно разузнаване;
- политическо разузнаване;
- научно-техническо разузнаване.

## Шпиониране за чужда държава и измяна (предателство)
Който издаде или събира с цел да издаде на чужда държава или на чужда организация информация, представляваща държавна тайна (класифицирана информация), се наказва за шпионство с лишаване от свобода от десет до двадесет години, с доживотен затвор или с доживотен затвор без замяна.